# Білл Янг

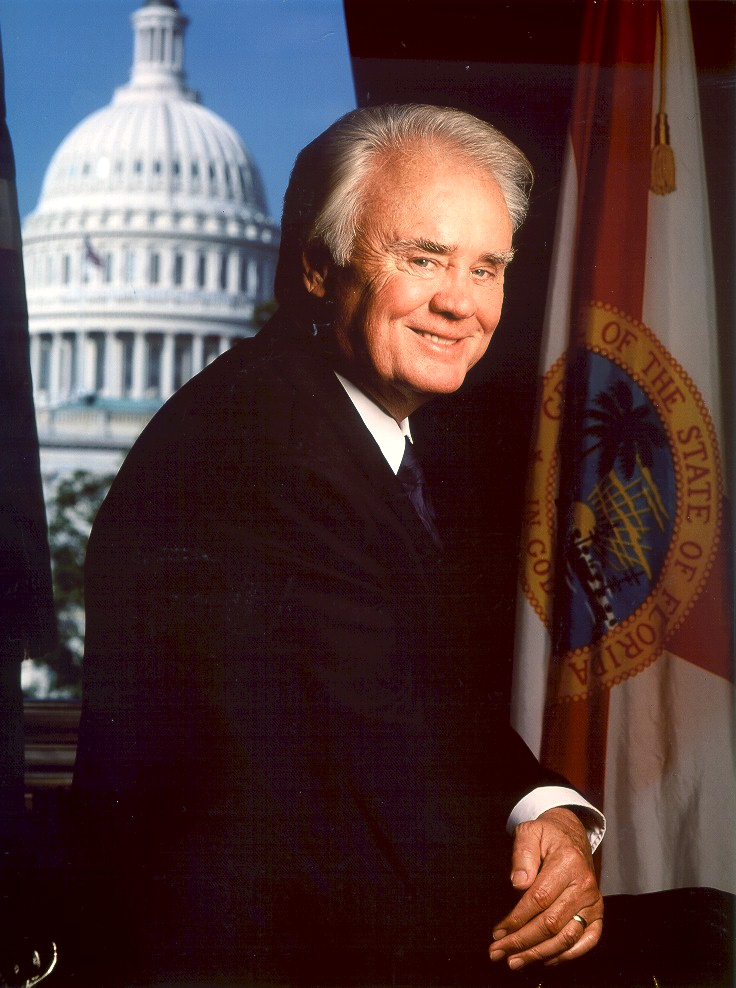
Білл Янг

Чарльз Вільям «Білл» Янг (англ. Charles William «Bill» Young; 16 грудня 1922, Гармарвілл, Пенсільванія — 18 жовтня 2013, Бетесда, Меріленд) — американський політик-республіканець, з 1971 до своєї смерті він представляв штат Флорида у Палаті представників США.
У віці 15 років Білл Янг переїхав до Сент-Пітерсбурга у штаті Флорида. Між 1948 і 1957 він служив у Національній гвардії, після чого почав кар'єру страхового агента. Між 1960 і 1970 Янг був членом Сенату Флориди, з 1966 року він очолював республіканську фракцію там. Між 1965 і 1967 був членом Комісії з перегляду Конституції Флориди. Між 1968 і 1984 (за винятком у 1980 році) він був делегатом на Республіканській національній конвенції.
Білл Янг був одружений з Беверлі Анджелло Янг, з якою мав трьох дітей.